# Гончаров, Афанасий Николаевич

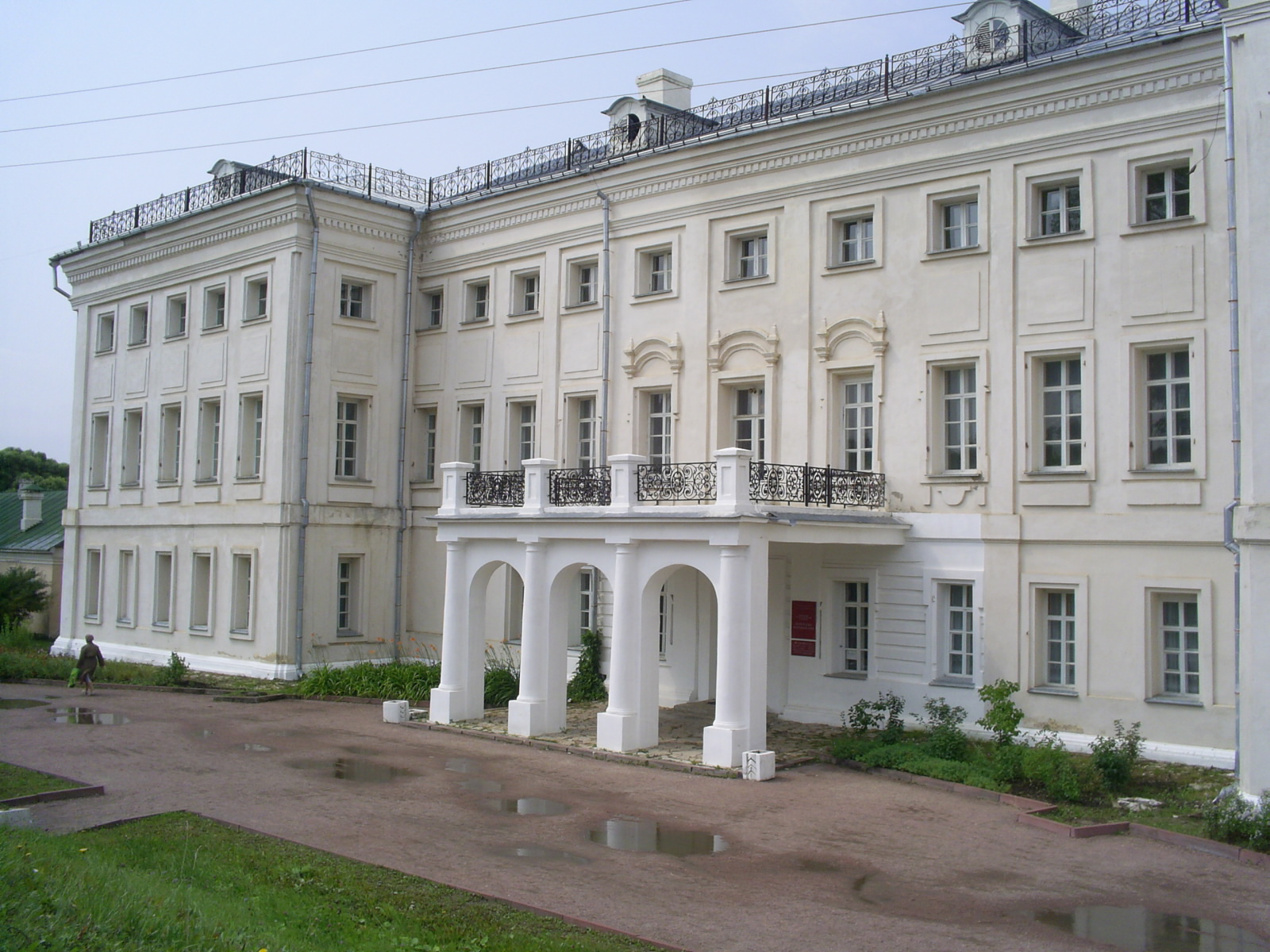
Главное здание усадьбы Полотняный завод

Афанасий Николаевич Гончаро́в (1760 — 10 сентября 1832; Санкт-Петербург) — российский дворянин, надворный советник, секунд-майор, кавалер ордена Святого Владимира 4-й степени, предводитель дворянства Медынского уезда Калужской губернии, родной дед Наталии Николаевны Пушкиной (урождённой Гончаровой).

## Биография[2]
Родился в Петербурге, в 1760 году, в семье Николая Афанасьевича Гончарова и Екатерины Андреевны Гончаровой (урождённой Сенявиной).
Его отец, сын известного калужского промышленника, Афанасия Абрамовича Гончарова, был военным, служил в Селенгинском пехотном полку, вышел в отставку в 1786 году, в чине секунд-майора, далее занимал должность помощника смотрителя Потерпильской пристани Вышневолоцкой конторы водяных коммуникаций. Мать Афанасия Николаевича (1746—1816) приходилась дочерью полковнику Андрею Григорьевичу Сенявину (Богдановичу).
С 1770 года служил в звании унтер-офицера, с 1772 года — прапорщика, с 1775 года — подпоручика, 1778 года — поручика, с 1783 года — капитана, в 1786 году по болезни вышел в отставку секунд-майором. В 1785 году, в 24 года, унаследовал по майорату имение отца — Полотняный завод. В 1789 году получил дворянский титул. В 1791 году награждён орденом Святого Владимира 4-й степени за обустройство и усовершенствование полотняной и бумажной фабрик в Полотняном Заводе.
В 1806—1808 годах избирался предводителем дворянства Медынского уезда. Также имел в Московской губернии владения в Можайском уезде (село Шимоново), Богородском уезде (село Козлуково) и в Зарайском уезде.
В 1808 году тяжело заболел и выехал на лечение в Австрию, оставив имение своей супруге, Надежде Платоновне Гончаровой (урождённой Мусиной-Пушкиной) (1765—1835) и сыну, Николаю Афанасьевичу Гончарову. С этого года — неофициально в разъезде (разводе) с законной женой, которая, получив капитал в 200 тысяч рублей, уехала в Москву. Надежда Платоновна прожила до 16 апреля 1835 года, умерла в Москве и похоронена в некрополе Новодевичьевого монастыря
В 1812 году Афанасий Николаевич вернулся в Россию. В октябре 1812 года в Полотняном заводе принимал М. И. Кутузова. В 1816 году награждён медалью в память войны 1812 года.
В промышленный кризис 1820-х годов вынужден был занимать немалые средства из-за ухудшающегося материального положения и высоких трат на образ жизни.
В 1830 году, 6 мая, к Афанасию Николаевичу в Полотняный завод приезжал свататься поэт Александр Сергеевич Пушкин. Пушкин был невысокого мнения о нём. «Дедушка — свинья», — так назвал деда жены А. С. Пушкин.
Умер в Петербурге 10 (22) сентября 1832 года, похоронен в имении Полотняный завод.